# Sol Fernández
Sol Fernández (La Plata, Provincia de Buenos Aires; 3 de enero de 1978) es una cantante y compositora argentina. Es fundadora, cantante y compositora en "Enero será mío".

## Biografía
Nace en La Plata, vive su infancia en la Provincia del Chubut, Patagonia Argentina. 
Estudia Licenciatura en Musicoterapia en la Universidad de Buenos Aires.
En 2009, arma su proyecto musical Enero Será Mío en diciembre de ese mismo año graban el EP "e.s.mío". En 2011 es invitada a participar del https://www.latinalternative.com/ (LAMC) en la ciudad de New York. Es seleccionado el remix "Alamo" de Guillotine Cuts, como el tema latino del LAMC por la NPR. 
En 2010 y 2011 colabora como corista en Hamacas al Río. 
En 2012, edita “Juego 0” producido por Tweety González,  participan músicos cómo Lucas Martí, entre otros. 
En 2015 edita en casete un nuevo disco (EP) llamado "ENERO 3", producido por Saga Herrera, Ezequiel Araujo. Sol, graba canciones con Antonio Birabent, una de ellas editada en el álbum "Hijos del Rock" y participa con su voz en varios discos. 
En 2018 se une al proyecto musical Entre Ríos, banda argentina de pop electrónico, y graban dos discos en formato digital y uno en vinilo llamados "Material" y realiza presentaciones audiovisuales.